# Руэда, Жозе
Жозе́ Руэда (порт.-браз. José Rueda; 11 марта 1897, по другим данным — 8 марта 1900, Гуашупе — неизвестно) — бразильский футболист, полузащитник.

## Карьера
Жозе Руэда начал карьеру в 1924 году в клубе «Коринтианс» и в первый же год стал с клубом чемпионом штата Сан-Паулу. В 1927 году он перешёл в «Паулистано», с которым стал чемпионом штата. А затем вернулся в «Коринтианс», за который провёл, в общей сложности 46 матчей и забил 8 голов. Завершил карьеру Руэда в «Ипиранге».

## Международная статистика
| Матчи Жозе Руэды за сборную Бразилии | Матчи Жозе Руэды за сборную Бразилии | Матчи Жозе Руэды за сборную Бразилии | Матчи Жозе Руэды за сборную Бразилии | Матчи Жозе Руэды за сборную Бразилии | Матчи Жозе Руэды за сборную Бразилии | Матчи Жозе Руэды за сборную Бразилии |
| ------------------------------------ | ------------------------------------ | ------------------------------------ | ------------------------------------ | ------------------------------------ | ------------------------------------ | ------------------------------------ |
| №                                    | Дата                                 | Место проведения                     | Оппонент                             | Счёт                                 | Голы                                 | Турнир                               |
| 1                                    | 20 декабря 1925                      | Росарио                              | Ньюэллс Олд Бойз                     | 2:2                                  | —                                    | Товарищеский матч                    |
| 2                                    | 25 декабря 1925                      | Буэнос-Айрес                         | Аргентина                            | 2:2                                  | —                                    | Чемпионат Южной Америки              |

## Достижения
- Чемпион штата Сан-Паулу: 1924, 1929 (LAF), 1930